# Смолоње
Смолоње је насељено место у саставу града Омиша, Сплитско-далматинска жупанија, Република Хрватска.

## Историја
До територијалне реорганизације у Хрватској налазило се у саставу старе општине Омиш.

## Становништво
На попису становништва 2011. године, Смолоње је имало 79 становника.
| Број становника по пописима | Број становника по пописима | Број становника по пописима | Број становника по пописима | Број становника по пописима | Број становника по пописима | Број становника по пописима | Број становника по пописима | Број становника по пописима | Број становника по пописима | Број становника по пописима | Број становника по пописима | Број становника по пописима | Број становника по пописима | Број становника по пописима | Број становника по пописима |
| --------------------------- | --------------------------- | --------------------------- | --------------------------- | --------------------------- | --------------------------- | --------------------------- | --------------------------- | --------------------------- | --------------------------- | --------------------------- | --------------------------- | --------------------------- | --------------------------- | --------------------------- | --------------------------- |
| 1857                        | 1869                        | 1880                        | 1890                        | 1900                        | 1910                        | 1921                        | 1931                        | 1948                        | 1953                        | 1961                        | 1971                        | 1981                        | 1991                        | 2001                        | 2011                        |
| 87                          | 0                           | 115                         | 155                         | 166                         | 164                         | 160                         | 183                         | 178                         | 168                         | 162                         | 150                         | 147                         | 105                         | 68                          | 79                          |

Напомена: У 1910. исказано под именом Смоловје. У 1869. подаци су садржани у насељу Костање. До 1900. исказивано као део насеља.

### Попис1991.
На попису становништва 1991. године, насељено место Смолоње је имало 105 становника, следећег националног састава:
| Попис 1991.‍  | Попис 1991.‍  | Попис 1991.‍ | Попис 1991.‍ | Попис 1991.‍ |
| ------------ | ------------ | ----------- | ----------- | ----------- |
|              |              |             |             |             |
| Хрвати       | Хрвати       |             | 100         | 95,23%      |
| неопредељени | неопредељени |             | 5           | 4,76%       |
| укупно: 105  |              |             |             |             |